# Contravallatielinie

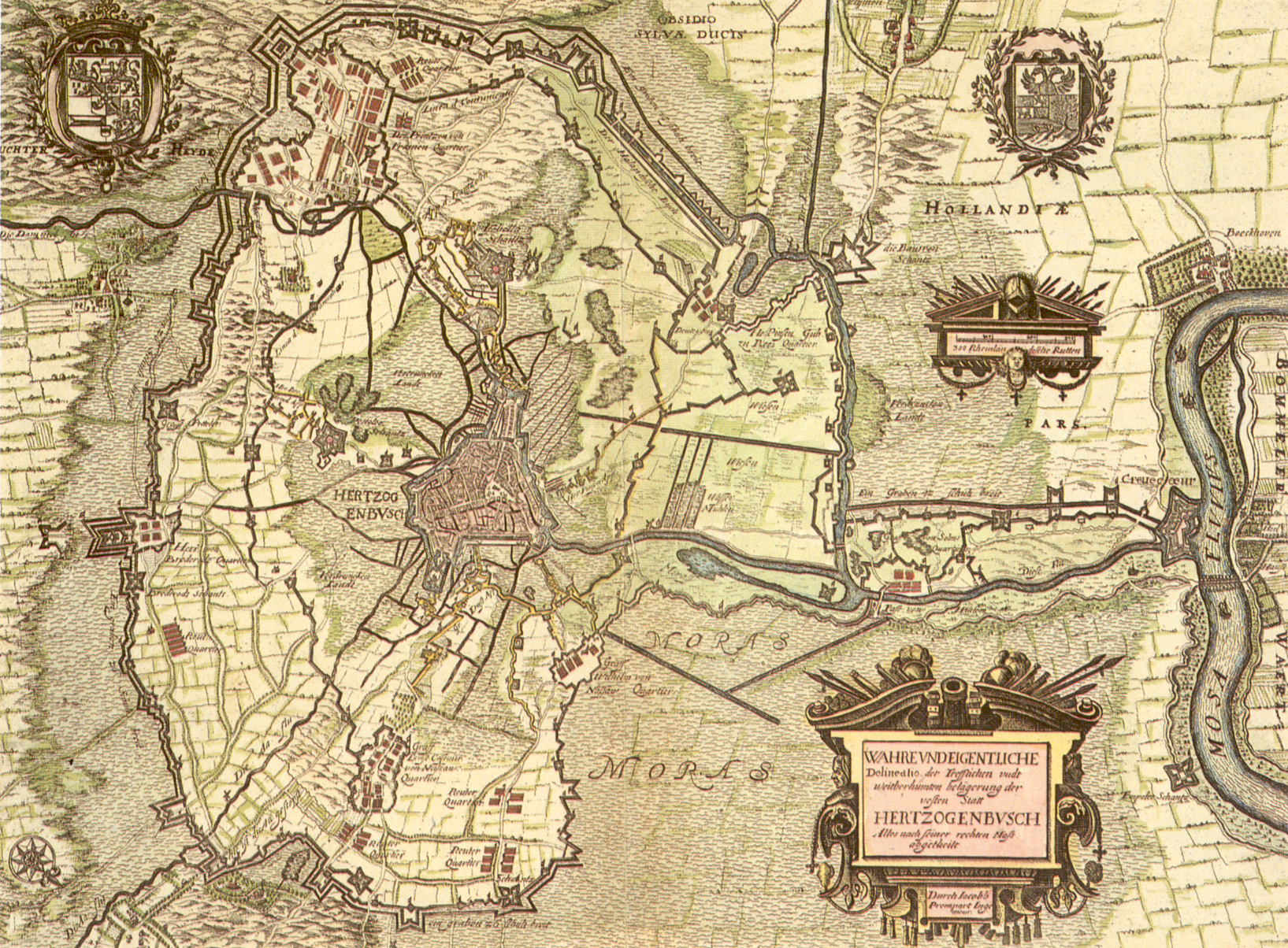
De belegering van 's-Hertogenbosch in 1629, met een circumvallatie- en contravallatielinie

De contravallatielinie is een verdedigingslinie rond een stad die belegerd werd, gebouwd door de belegeraars. De contravallatielinie werd alleen gebruikt als ook een circumvallatielinie was aangelegd rondom de stad. De eerste (aanvallende) linie, het dichtst rondom de belegerde stad, werd de contravallatielinie  genoemd. Deze had voornamelijk het doel de omsingelde stad te bestoken met artillerie en aanvallen te doen. De tweede linie, de circumvallatielinie , verder buiten de stad, had de functie om eventuele aanvallen van buitenaf die de belegering wilden doorbreken (een 'ontzet'), af te slaan. De strategie werd al toegepast door Julius Caesar bij het Beleg van Alesia.

## Contravallatielinie tijdens het Beleg van 's-Hertogenbosch
Tijdens het Beleg van 's-Hertogenbosch in 1629 bouwde prins Frederik Hendrik van Oranje niet alleen een circumvallatielinie, zoals hij 2 jaar eerder uitgetest had tijdens het Beleg van Grol, maar ook een contravallatielinie. Deze tweede dijk rondom de stad 's-Hertogenbosch was ongeveer 25 kilometer lang en ongeveer 1,80 meter hoog. De afstand van de dijk tot de stad was ongeveer 500 meter.
Deze dijk lag wat minder ver in het land, ongeveer halverwege de circumvallatielinie en de stad, ten zuiden van het huidige Vught en liep oostwaarts in de richting van het huidige Den Dungen.  De contravallatielinie rond 's-Hertogenbosch had een bijkomende waterbouwkundige functie. Frederik Hendrik wilde het water uit het moeras pompen, en deze dijk zorgde ervoor dat de oppervlakte van het gebied dat drooggepompt moest worden, verkleind werd. Het droogpompen van het gebied gebeurde door rosmolens. De andere functie was dat bij deze dijk de aanvallen van buiten de stad afgeslagen konden worden.
Het droogpompen van het gebied was een hele opgave. In het gebied werden 23 rosmolens gebouwd, die er gezamenlijk voor zorgden dat het water in twee weken tijd ongeveer 35 centimeter zakte.